# Pentaetilenglicol-monododecil-etere
Il pentaetilenglicol-monododecil-etere (C12E5) è una molecola non ionica con proprietà di agente tensioattivo in acqua. La sua concentrazione micellare critica (CMC) è di 7×10-5 M a 25 °C.
In acqua, il C12E5 forma diverse fasi liotropiche in funzione della temperatura. Il diagramma di fase è caratterizzato da soluzioni isotrope L1 L2 e L3, da una fase esagonale H1, da una fase cubica V1 e da un'ampia fase lamellare.

## Formazione di vescicole multilamellari
È stato dimostrato che al 40 wt% in D2O e alla temperatura di 55 °C la fase lamellare del C12E5 forma Vesciole Multilamellari (MLVs) sotto flusso.